# 何塞·安赫尔·塞萨尔
何塞·安赫尔·塞萨尔（西班牙語：José Ángel César，1978年1月3日—），古巴男子田径运动员，主攻短跑。他曾代表古巴参加2000年夏季奥林匹克运动会田径比赛，获得男子4×100米接力铜牌。